# Como Cantavam Nossos Pais
Como Cantavam Nossos Pais é o primeiro álbum ao vivo da cantora brasileira Arianne, lançado em 16 de novembro de 2018, sob produção musical de Weslei Santos e distribuição da Sony Music Brasil.
O disco concentra covers de músicas notórias do segmento evangélico das décadas de 1970 e 1980, incluindo repertório de artistas como Rebanhão, Asaph Borba e Vencedores por Cristo com as participações de artistas como Lorena Chaves, Marcela Taís, Priscilla Alcantara e outros.

## Gravação
O álbum foi gravado ao vivo em Belo Horizonte em 20 de fevereiro de 2018, com produção musical de Weslei Santos e direção de vídeo de Branko Jass. Sobre o projeto, Arianne disse:

Resolvemos escolher músicas que eu ouvia em minha infância, ou seja, que os meus pais cantavam. Inclusive tive o prazer de cantar uma canção neste projeto, “Infinitamente Mais”, justamente com o meu pai.

## Lançamento e recepção
| Críticas profissionais | Críticas profissionais |
| Avaliações da crítica  | Avaliações da crítica  |
| Fonte                  | Avaliação              |
| ---------------------- | ---------------------- |
| Super Gospel           | [ 1 ]                  |

Como Cantavam Nossos Pais foi lançado nas plataformas digitais em novembro de 2018. O disco recebeu avaliações favoráveis da mídia especializada. Com cotação de quatro estrelas de cinco, o Super Gospel afirmou que o álbum "oferece uma (boa) alternativa de tributo por respeitar o tradicional e, ao mesmo tempo, o contemporâneo".

## Faixas
1. "Basta que Me Toque / Mãos Ensanguentadas de Jesus"
2. "O Espírito de Deus Está Aqui"
3. "Estrela da Manhã"
4. "Infinitamente Mais"
5. "Primeiro Amor (Quero Voltar)"
6. "Eu Quero Te Adorar"
7. "Teu Trabalho é Descansar em Mim (Não Tenhas Sobre Ti)"
8. "Você Pode Ter"
9. "Jesus Virá"